# Municipio de Lewis (condado de Lycoming)
El municipio de Lewis  (en inglés: Lewis Township) es un municipio ubicado en el condado de Lycoming en el estado estadounidense de Pensilvania. En el año 2000 tenía una población de 1.139 habitantes y una densidad poblacional de 11.6 personas por km².

## Geografía
El municipio de Lewis se encuentra ubicado en las coordenadas 41°24′01″N 77°02′40″O / 41.40028, -77.04444.

## Demografía
Según la Oficina del Censo en 2000 los ingresos medios por hogar en la localidad eran de $34,074 y los ingresos medios por familia eran $38,661. Los hombres tenían unos ingresos medios de $27,989 frente a los $20,300 para las mujeres. La renta per cápita para la localidad era de $14,780. Alrededor del 10,0% de la población estaban por debajo del umbral de pobreza.